# Anilingus

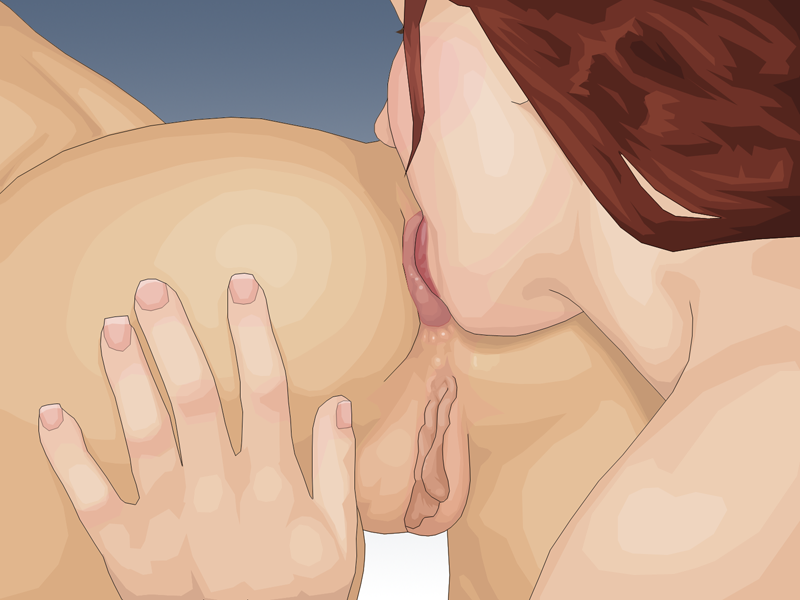
Anilingus

Anilingus (informeel ook rimmen, lotuskus of baffen) is het stimuleren van de anus met de tong of lippen. De term anilingus is afkomstig uit het Latijn en heeft een vergelijkbare etymologie als cunnilingus. De term rimmen is afgeleid van het Engelse woord rim, dat rand betekent. Anilingus is zowel anale als orale seks, omdat zowel de mond als de anus erbij betrokken zijn.
Anilingus wordt gedaan door zowel heteroseksuelen, homoseksuelen als biseksuelen. Bij beide seksen bevinden zich in de anus zenuwuiteinden die worden gestimuleerd bij de daad.

## Gezondheidsrisico's
Het is mogelijk om bij anilingus een aantal ziektes over te dragen. E. coli is namelijk een bacterie die bij de anus rondzwermt en diarree en blaasontsteking kan veroorzaken. Een ander bekend voorbeeld van een ziekte die overdraagbaar is via anilingus is hepatitis A. Ook herpes simplex, syfilis en hepatitis B kunnen via deze weg overgedragen worden. Zulke besmettingen gaan over het algemeen gepaard met diarree, koorts, buikkrampen en gewichtsverlies. Er zijn ook mensen die geen of weinig symptomen hebben. Zulke "dragers" kunnen de infectie aan andere mensen doorgeven. Om geslachtsziektes te voorkomen is het gebruik van een beflapje aan te raden.